# Dobrovnik
 Dobrovnik  (del húngaro: Dobronak) es el nombre de un pueblo y municipio de Eslovenia. Se encuentra en la región de Prekmurje. En el lugar hay una importante comunidad étnica húngara que supera en número a la eslovena. De hecho, Dobrovnik es uno de los dos únicos municipios de Eslovenia en los que los eslovenos étnicos son minoría. El otro es Hodoš.
Dobrovnik aparece por primera vez en fuentes históricas en el año 1270. En 1747 el pueblo sufre un incendio. Se construyó una nueva iglesia parroquial entre 1794 y 1796 que fue dedicada a Santiago. Pertenece a la diócesis católica de Murska Sobota.

## Demografía
Población por lengua materna, censo de 2002
Húngaro  725 (55.47%)
Eslovene      511 (39.10%)
Otros o desconocido               71 (5.43%)
Total                             1307